# Technik-Museum Pütnitz

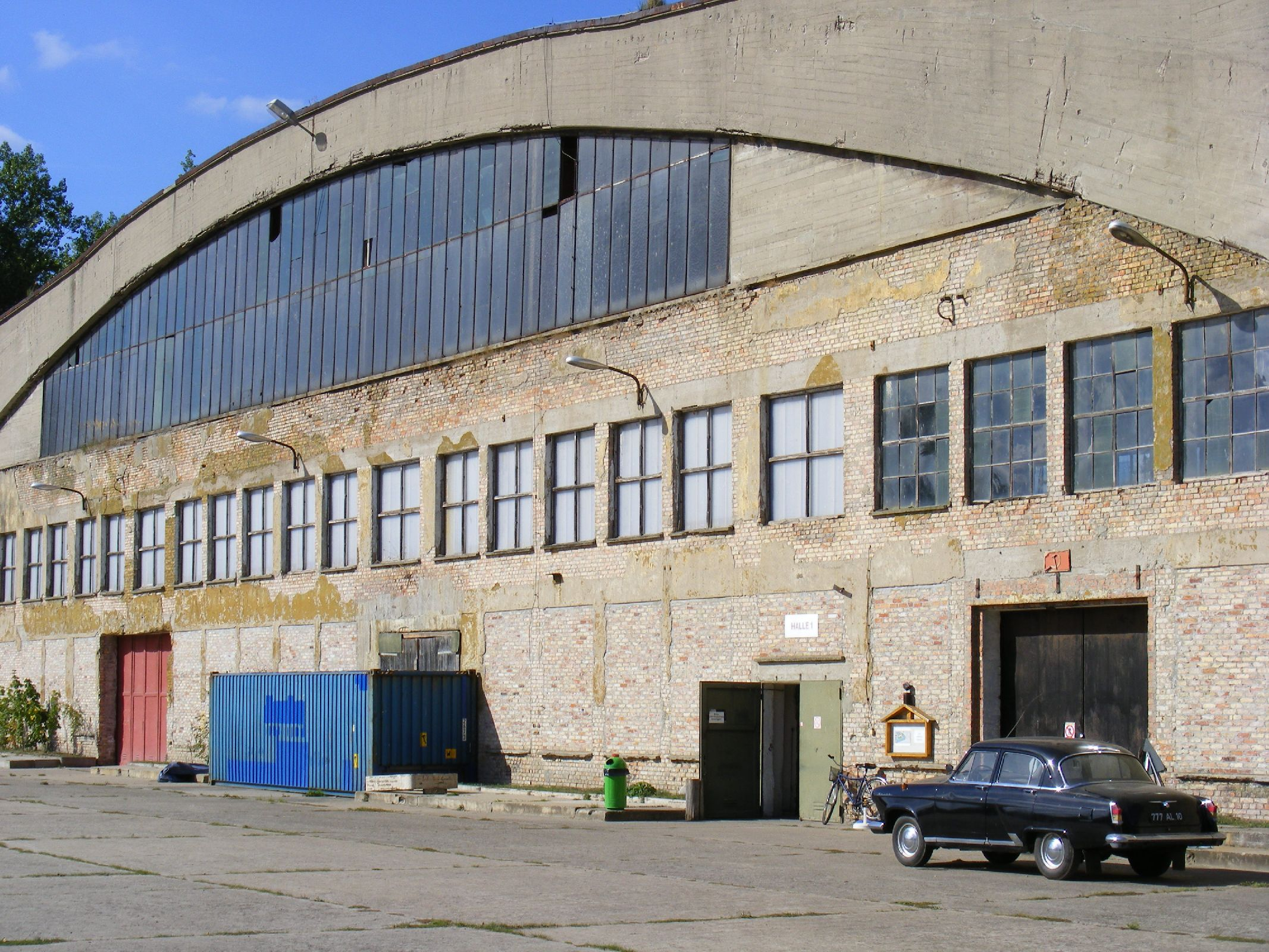
Ausstellungshalle 1

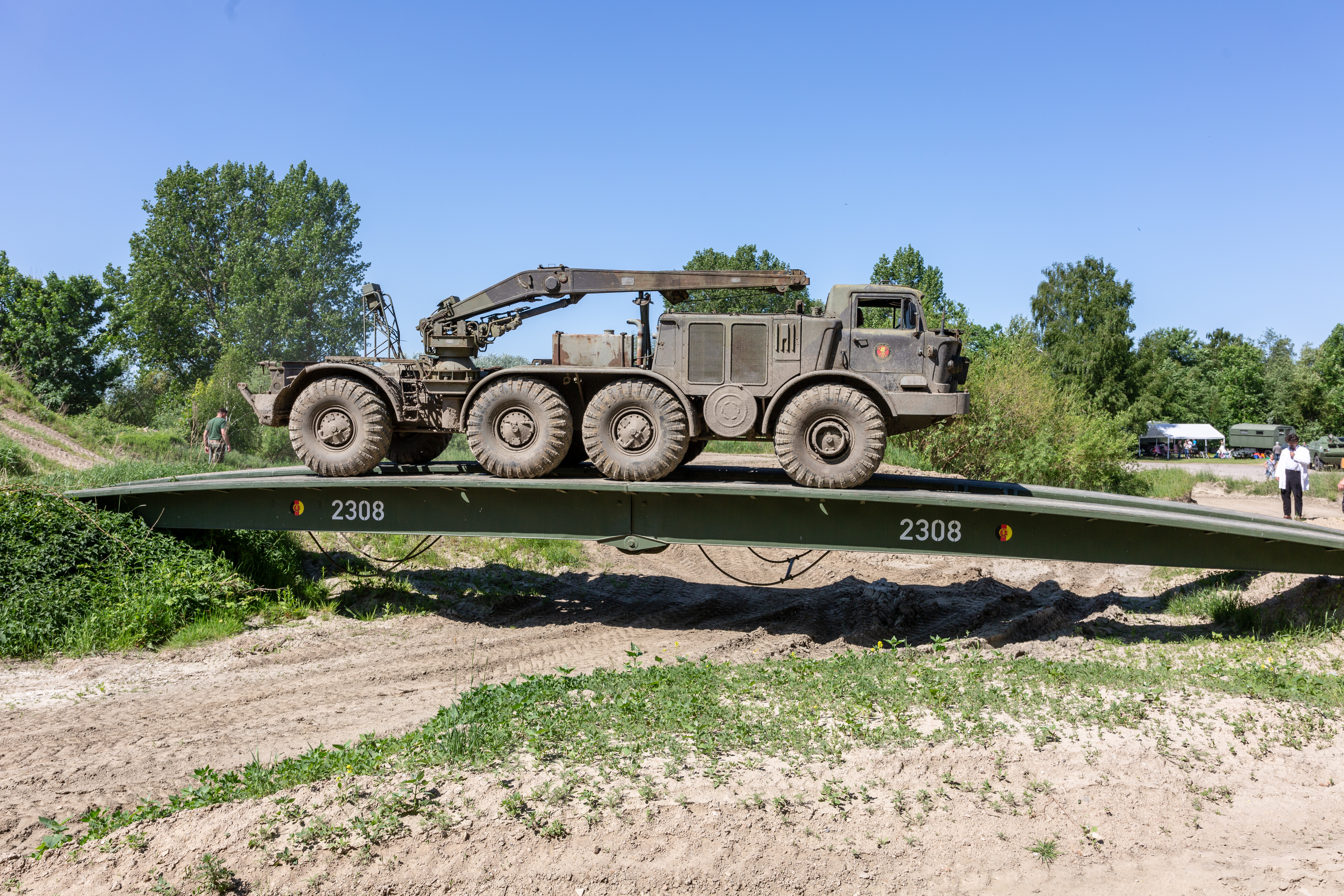
9P113 auf Pontonbrücke

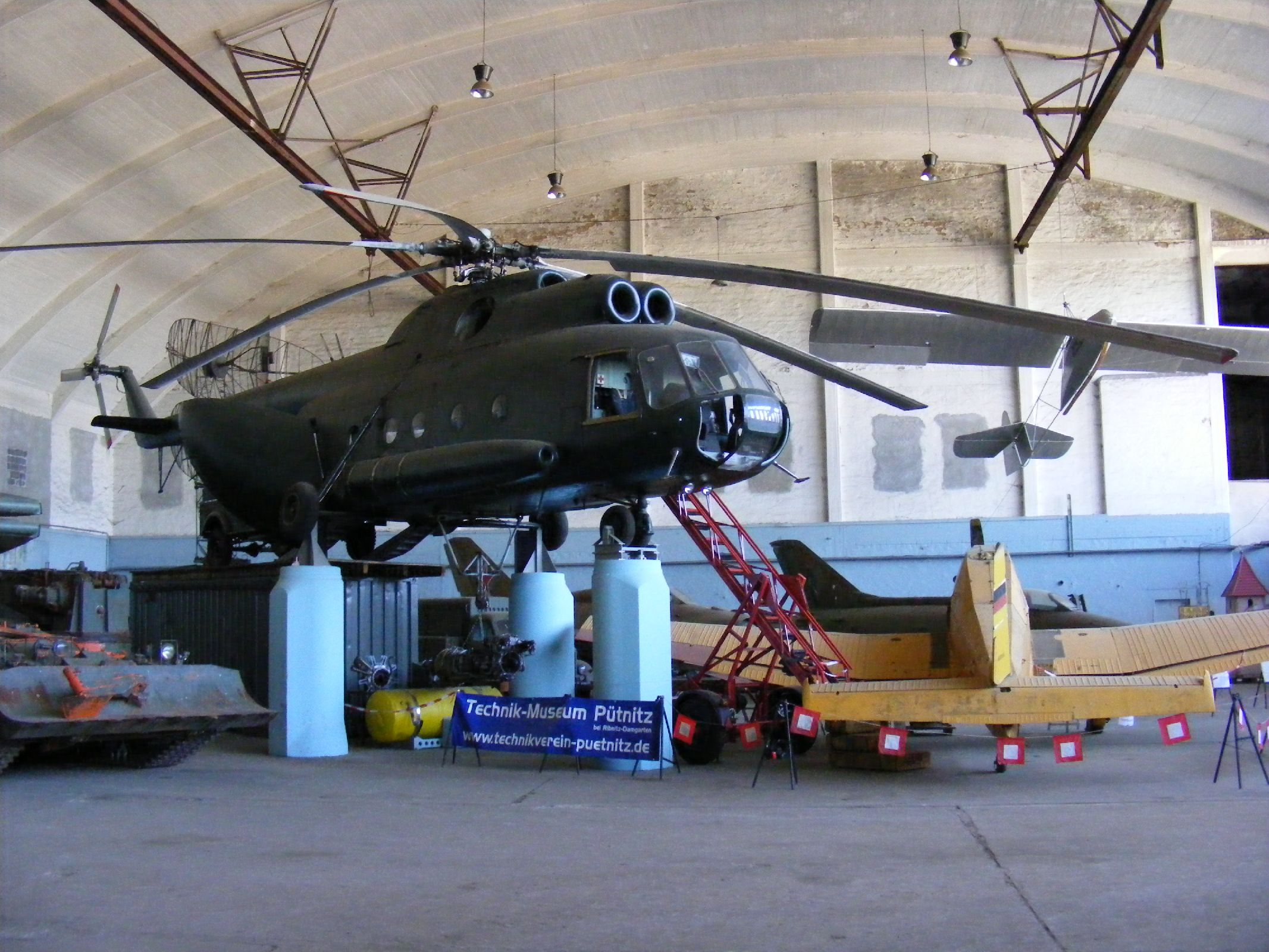
Mi-8

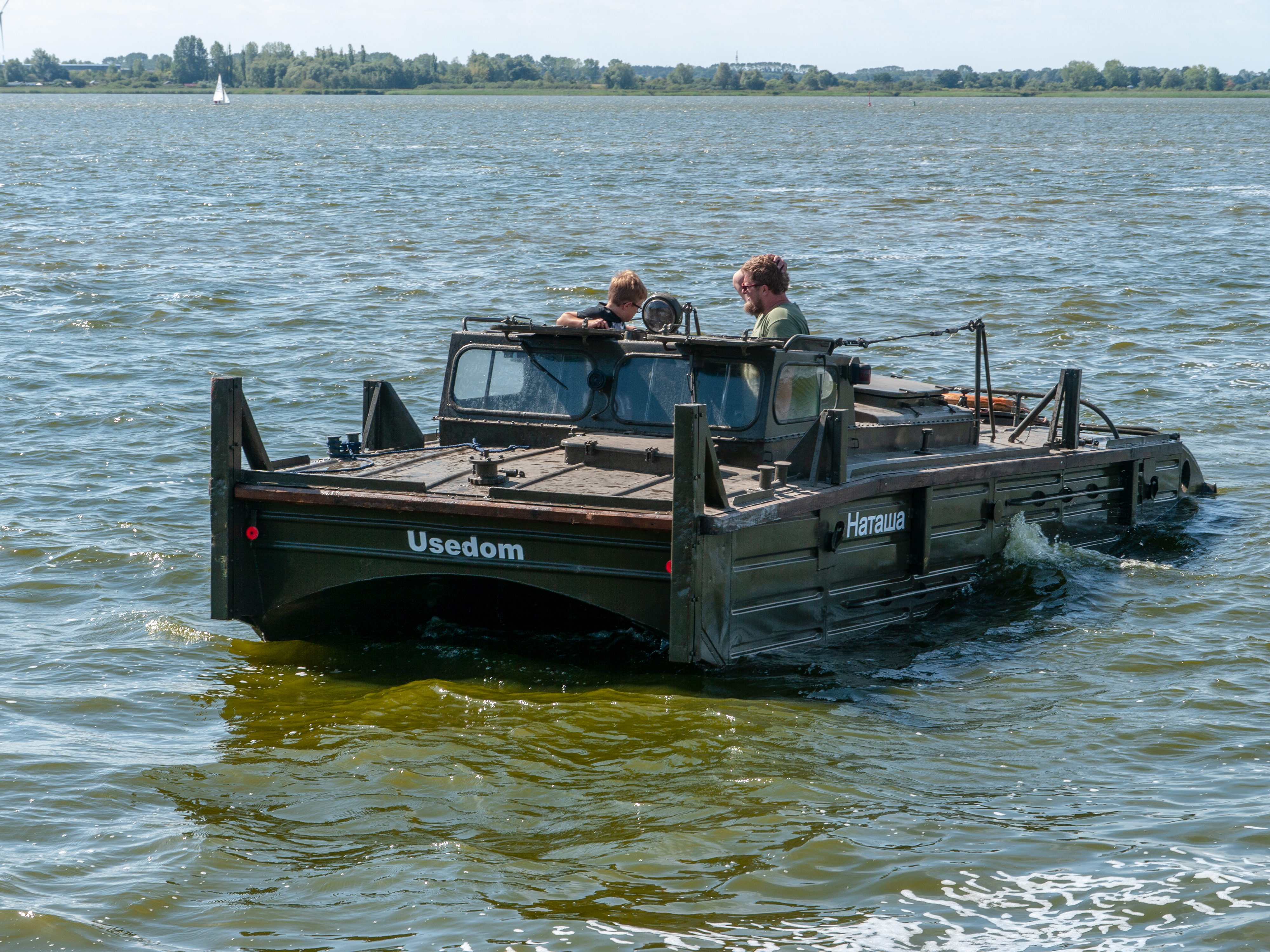
Wasserfahrzeug

Das Technik-Museum Pütnitz ist ein im Jahr 2003 eingerichtetes Museum in Pütnitz (Mecklenburg-Vorpommern). Ausgestellt sind militärische Radfahrzeuge, zivile Land-, Wasser- und Luftfahrzeuge aus dem sogenannten Ostblock sowie militärische Ketten- und Flugtechnik.

## Gelände
Das Museumsgelände umfasst Teile des ehemaligen Flugplatzes Damgarten. Der Flugplatz, 1935 als Land- und Seefliegerhorst angelegt, wurde später von der Luftwaffe der deutschen Wehrmacht und anschließend von den Luftstreitkräften der Sowjetunion als Flugplatz genutzt und 1994 geschlossen.
In drei am Ribnitzer See gelegenen Hallen der ehemaligen Seefliegerstation ist das Museum beheimatet. Das übrige Gelände wird teils für Solaranlagen genutzt, weite Teile sind ungenutzt.

## Geschichte
Das Museum wurde 2003 eröffnet. Es wird vom „Verein der Freunde und Förderer des technischen Museums Flugplatz Pütnitz e. V.“ (Technikverein Pütnitz) betrieben.

## Ausstellungen
Die gezeigten Fahrzeuge und Ausstellungsstücke stammen überwiegend aus der Zeit des ehemaligen Ostblock hergestellt und verwendet. Das umfasst zivile und militärische Exponate. Es werden über 1000 Exponate ausgestellt.
Die Fahrzeuge und sonstigen Exponate stehen in drei großen Ausstellungshallen. Zudem werden in kleineren Gebäuden Exponate aus dem Bestand der Deutschen Reichsbahn gezeigt.
Einige der Fahrzeuge können auf dem Gelände auch von Besuchern gefahren werden, so ein Gelenkbus Ikarus 280, ein Lkw Ural-375D, ein Lkw ZIL-135 und ein Pkw Lada Niva.

## Veranstaltungen
Im Technik-Museum veranstaltet der Betreiberverein auch verschiedene Treffen für Freunde von historischer Fahrzeugtechnik.
Das „Internationale Ostblock-Fahrzeugtreffen“ versammelt alljährlich Technikfreunde mit ihren Fahrzeugen aus dem ehemaligen Ostblock. Seit 2007 gibt es das „Internationale Maritime Fahrzeugtreffen“. Das seit 2008 veranstaltete „Pütnitzer Pfingsttreffen“ ist ein typenoffenes Treffen für Fahrzeuge aller Art und Herkunft.